# Episodi di Naruto: Shippuden (undicesima stagione)
La Vita paradisiaca in barca (船上のパラダイスライフ?, Senjō no paradaisu raifu) costituisce l'undicesima stagione della serie televisiva anime Naruto: Shippuden ed è composta dagli episodi che vanno dal 222 al 242. La regia è di Hayato Date ed è prodotta da TV Tokyo e Pierrot. Gli episodi, anche se ispirati al manga di Masashi Kishimoto Naruto, non sono adattati direttamente da esso, ma costituiscono una saga originale; se non per l'episodio d'apertura. La trama di questa stagione è incentrata sul viaggio intrapreso da Naruto, Gai, Aoba e Yamato per raggiungere un'isola del Paese del Fulmine.
L'undicesima stagione è stata trasmessa in Giappone dal 28 luglio al 28 dicembre 2011 su TV Tokyo. In Italia è andata in onda su Italia 1 dal 19 aprile al 17 maggio 2013. È stata ritrasmessa integralmente dall'8 al 19 aprile 2015 su Italia 2.
La stagione adotta due sigle di apertura: Lovers dei 7!! Seven Oops (episodi 222-230) e Newsong dei Tacica (episodi 231-242), e due sigle di chiusura: Yokubō o sakebe!!! (欲望を叫べ!!!? lett. "Grida i tuoi desideri!!!") degli OKAMOTO'S (episodi 222-230) e Place To Try dei TOTALFAT (episodi 231-242).

## Lista episodi
| Nº  | Titolo italiano Giapponese 「Kanji」 - Rōmaji | In onda           | In onda        |
| Nº  | Titolo italiano Giapponese 「Kanji」 - Rōmaji | Giapponese        | Italiano       |
| 222 | La decisione dei cinque Kage 「五影の決断」 - Gokage no ketsudan | 28 luglio 2011    | 19 aprile 2013 |
| 222 | I cinque Kage si riuniscono nuovamente per discutere della guerra. Tsunade rimane contrariata nell'apprendere che gli altri Kage hanno intenzione di nascondere Naruto e Bee invece di usarli in battaglia, ma, alla fine, accetta la decisione. Tsunade ed il Raikage si incontrano dopo la riunione e decidono di utilizzare Bee per insegnare a Naruto come controllare meglio il Novecode. Naruto e Yamato vengono mandati su un'isola dove incontreranno Bee. |                   |                |
| 223 | Il giovane e il mare 「青年と海」 - Seinen to umi | 4 agosto 2011     | 22 aprile 2013 |
| 223 | Naruto, Yamato, Aoba e Gai lasciano il Villaggio della Foglia per intraprendere la fittizia missione di rango S assegnata a Naruto. Raggiunto l'unico porto nel Paese del Fuoco, Aoba e Gai vengono attaccati da un marlin gigante che si scopre essere una creatura evocata nella precedente guerra. Naruto ed il suo gruppo aiutano Yusuke, suo padre è stato ucciso dal marlin, a prenderlo. Yamato fornisce all'uomo una barca ed una canna da pesca con la quale Yusuke riesce, finalmente, a catturare il pesce. Risolta la questione, Naruto e gli altri si dirigono verso il Villaggio della Nuvola. |                   |                |
| 224 | Il mercante ninja 「紅州の商忍」 - Benisu no shōnin | 11 agosto 2011    | 23 aprile 2013 |
| 224 | Durante la navigazione, Gai accusa i sintomi del mal di mare. Mentre Gai si riposa su un'isola vicina, Naruto incontra Sakura, Ino e Choji che sono in missione allo scopo di recuperare delle erbe medicinali per ordine di Tsunade, in vista dell'imminente guerra. Durante la missione, i ninja della Foglia incontrano un trio di mercanti ninja dell'isola di Benisu, anch'essi alla ricerca di erbe. |                   |                |
| 225 | La nave fantasma 「呪われた幽霊船」 - Norowareta yūreisen | 18 agosto 2011    | 24 aprile 2013 |
| 225 | Durante il loro viaggio in mare, il team di Aoba incappa in una nave da trasporto merci abbandonata in cui a bordo c'è solo Hishaku. Questi, che ricopriva il ruolo di mozzo a bordo dell'imbarcazione, racconta al gruppo, composto da Aoba, Yamato e Naruto, di come l'equipaggio venne ucciso da un granchio gigante. Poco dopo, quest'ultimo, ormai diventato uno scheletro, attacca la nave, ma viene battuto da Naruto. Alla fine si scopre che sia la nave che Hishaku sono fantasmi, che dopo essere stati vendicati possono finalmente riposare in pace. |                   |                |
| 226 | L'isola corazzata 「戦艦の島」 - Senkan no shima | 25 agosto 2011    | 25 aprile 2013 |
| 226 | Durante una tempesta, il gruppo di Naruto incontra dei pirati che tentano di sequestrargli la barca e di farli prigionieri. Utilizzando l'Arte del legno Yamato riesce a difendere la nave ed i ninja fuggono a bordo di una specie di sommergibile che, tuttavia, si rompe. Il gruppo si ritrova in una caverna sottomarina, al di sotto di un'isola che i pirati hanno precedentemente conquistato. Nella caverna trovano i corpi degli abitanti dell'isola, i quali sono morti in attesa di ricevere aiuto, e Naruto giura di vendicarli. Una volta fuggiti attraverso il vulcano dell'isola, Naruto riesce a vendicare gli abitanti ed il gruppo riprende il suo viaggio. |                   |                |
| 227 | L'isola dimenticata 「忘却の島」 - Bōkyaku no shima | 1º settembre 2011 | 26 aprile 2013 |
| 227 | Il team di Naruto incappa in una tempesta durante la quale Gai viene rapito da un falco gigante. Una volta superata la tempesta, i ninja della Foglia approdano su un'isola ed Aoba rincorre una ragazza per chiederle informazioni su Gai. Dopo avere appreso da un diario che, sull'isola, si facevano esperimenti sulle evocazioni animali, questa conduce Aoba ad un laboratorio dentro un vulcano dove è stato portato Gai e dove riposa un gigantesco animale evocato. Anche il resto del gruppo raggiunge il laboratorio e scopre che la creatura evocata si nutre di altre evocazioni e di uomini e che lei è solo una proiezione di una persona deceduta per mano della belva. Sconfitta la bestia grazie al Rasenshuriken, Naruto ed il suo gruppo ridanno pace alla ragazza e riprendono il loro viaggio.                                                  |                   |                |
| 228 | Lotta, Rock Lee, lotta! 「闘えロック・リー!」 - Tatakae Rokku Rī! | 8 settembre 2011  | 29 aprile 2013 |
| 228 | Per imparare lo stile di lotta dell'ubriaco ed evitare di ripensare ad un umiliante incidente in un ristorante (quello citato nell'episodio 124 della prima serie di cui, in questo episodio, vengono forniti altri dettagli), Gai si concentra sul suo allenamento con Rock Lee. Quest'ultimo, determinato a diventare più forte di Naruto, segue le istruzioni del suo maestro ed imita gli stili di combattimento degli animali sul menù di un ristorante. Inizialmente, l'allenamento non ha successo, ma, poi, i due riprovano sulla barca e, grazie all'ondeggiamento che ricorda quello di un ubriaco, riescono a padroneggiarne lo stile. Gai capisce, solo in un secondo momento, che Lee era a conoscenza dell'incidente avvenuto nel ristorante e che stava solo cercando di proteggerlo.                                                                  |                   |                |
| 229 | Funghi infernali 「食うか食われるか!踊るキノコ地獄」 - Kuu ka kuwareru ka! Odoru kinoko jigoku | 22 settembre 2011 | 30 aprile 2013 |
| 229 | La barca del gruppo di Naruto si ferma per fare provviste e prepararsi ad entrare in un'area di mare priva di pesci e di vento che richiede due settimane per essere attraversata. Nella stiva, un fungo acquistato da Naruto comincia a moltiplicarsi assorbendo il chakra di Yamato. Dopo avere resistito a lungo senza cibo, Naruto e Gai assaggiano i funghi che li avvelenano e li spingono ad agire in maniera violenta. Senza più alternative, Naruto richiama Gamatatsu e gli chiede di portargli il cibo a base di insetti di Shima. Tutti a bordo mangiano e riacquistano le forze riuscendo anche a respingere il tentativo di abbordaggio di alcuni pirati. |                   |                |
| 230 | Il contrattacco delle ombre 「影の逆襲」 - Kage no gyakushū | 29 settembre 2011 | 1º maggio 2013 |
| 230 | Naruto usa i suoi cloni d'ombra per proteggere la nave durante una tempesta. Quando questa si è conclusa, Naruto comincia a discutere con le sue copie che finiscono per ammutinarsi e costringono la nave ad attraccare. Naruto viene preso in ostaggio dai cloni, ma viene salvato da Yamato e dagli altri e, in seguito, si rende conto che si è trattato solo di un sogno causato dal riassorbimento di un clone d'ombra. Naruto si rende conto di quanto siano preziose le sue copie ed il gruppo prosegue il suo viaggio. |                   |                |
| 231 | Rotta sbarrata 「閉ざされた航路」 - Tozasareta kōro | 6 ottobre 2011    | 2 maggio 2013  |
| 231 | Naruto e compagni vengono raggiunti su un'isola da Shikamaru e Tenten, in missione di rifornimento. Quando il gruppo tenta di lasciare l'isola, tuttavia, si trovano la strada sbarrata da una serie di ostacoli che lasciano Naruto, Yamato e Gai senza chakra. Grazie all'ingegno di Shikamaru, i ninja riescono a superare il percorso, fingendosi morti e nascondendo la loro nave in uno dei rotoli di Tenten, ed a catturare i responsabili. |                   |                |
| 232 | Serata al femminile 「木ノ葉の女子会」 - Konoha no joshikai | 13 ottobre 2011   | 3 maggio 2013  |
| 232 | Mentre si stanno preparando per l'imminente guerra, i membri del Clan Hyuga discutono sul loro ruolo nello scontro. Hiashi affida a Neji la guida del clan in battaglia mentre Tenten avverte Hinata che Tsunade la sta cercando ed organizza una riunione di sole ragazze durante la quale queste discutono del passato, degli esami di selezione dei Chunin, di Sasuke e di Naruto. Nel frattempo, anche i ragazzi si riuniscono e riportano alla mente la missione di recupero di Sasuke. Anche Tsunade, infuriata dopo un incontro col Signore Feudale, raggiunge le ragazze e si unisce alla festa. |                   |                |
| 233 | Compare Naruto 「参上、偽?ナルト」 - Sanjō, nise? Naruto | 20 ottobre 2011   | 6 maggio 2013  |
| 233 | Naruto incontra un uomo che si spaccia per lui e che, insieme ad un suo compare, inscena un furto per accrescere la propria reputazione e diventare un giorno un vero ninja. Alcuni mercenari lo catturano scambiandolo per Naruto. Quest'ultimo, suo malgrado, libera l'impostore e, successivamente, riprende il suo viaggio. |                   |                |
| 234 | L'allievo preferito 「ナルトの愛弟子」 - Naruto no manadeshi | 27 ottobre 2011   | 7 maggio 2013  |
| 234 | Konohamaru ed il suo team sono alla ricerca di un compito da svolgere per aiutare il villaggio nell'imminente guerra che li vedrà coinvolti e vanno da Sakura e da Shikamaru chiedendo qualcosa da fare. Non trovando nulla, Konohamaru decide di voler essere impiegato nelle prime linee dell'esercito. Frustrato dopo il rifiuto di Tsunade, Sarutobi sfida Temari, venuta al villaggio per consegnare un messaggio, nel tentativo di dimostrare il suo valore. Dopo essersi scambiati alcuni colpi di poco conto, i due arrivano quasi a colpirsi a vicenda, ma vengono fermati da Shikamaru. Konohamaru capisce che il Re da proteggere di cui gli aveva parlato Shikamaru sono gli abitanti del villaggio e si rincuora nel sentire i complimenti di Temari per le sue tecniche e per essere un allievo di Naruto tanto promettente.                            |                   |                |
| 235 | La kunoichi di Nadeshiko 「撫子のくノ一」 - Nadeshiko no kunoichi | 3 novembre 2011   | 8 maggio 2013  |
| 235 | Due kunoichi del Villaggio di Nadeshiko, Shizuka e Tokiwa, arrivano sull'isola dove sono attraccati Naruto ed il suo gruppo in cerca dell'allievo di Jiraiya. Nel loro villaggio, composto da sole donne, le kunoichi devono sfidare a duello gli uomini e, se vengono sconfitte, riportarli al villaggio per sposarli. Anni prima, Jiraiya aveva sfidato la precedente capo villaggio ed il duello era finito in parità, perciò, i due hanno deciso che avrebbero continuato i rispettivi allievi. Naruto si batte con Shizuka, ma, dopo averla sconfitta ed avere anche sventato l'attacco di Kokuyo con un Rasengan, le dice di non seguire ciecamente le tradizioni e di scegliersi un compagno con la sua testa. Salutate le due donne, Naruto ed il suo gruppo riprendono il viaggio.                                                                           |                   |                |
| 236 | Gli amici su cui contare 「仲間の背中」 - Nakama no senaka | 10 novembre 2011  | 9 maggio 2013  |
| 236 | Naruto vede una coccinella e pensa ad una persona che ha a che fare con gli insetti, ma non si ricorda chi sia. Intanto, Shino, prima di rispondere alla domanda relativa alla sua paura di morire in guerra, racconta a dei giovani ninja di un suo scontro in passato con un Nukenin della Cascata che l'aveva sconfitto nel corpo a corpo. Kurenai chiede a Kiba ed Hinata di aiutare Shino a riprendersi e, dopo alcuni giorni di allenamento, Kurenai trova il Nukenin e Shino, questa volta, vince lo scontro. Shino conclude dicendo ai bambini che non ha paura di morire perché potrà sempre contare sui suoi compagni. |                   |                |
| 237 | Obiettivo Tsunade 「ああ、憧れの綱手様」 - Aa, akogare no Tsunade-sama | 24 novembre 2011  | 10 maggio 2013 |
| 237 | Tenten combatte contro Rock Lee facendolo cadere in acqua, ma lei, credendolo spacciato, riporta alla mente quando erano ragazzi e si allenavano con Neji e Gai ricordando la sua determinazione ed il suo sogno di diventare come Tsunade. Tenten rimembra, inoltre, le difficoltà superate da Rock Lee per essere accettato come ninja da Tsunade e che non voleva permettere l'operazione di Rock Lee in quanto potesse diventare più forte visto che aveva solo il 50% di probabilità di riuscita. |                   |                |
| 238 | Giorno di vacanza per Sai 「サイの休息」 - Sai no kyūsoku | 1º dicembre 2011  | 13 maggio 2013 |
| 238 | Sai ha un giorno libero e decide, così, di dedicarsi al suo hobby preferito, la pittura, mentre gira per il villaggio in fase di ricostruzione. Dopo avere assistito ad un litigio fra due bambini, ricorda il momento in cui era diventato, per la prima volta, un membro del Team Kakashi e quando quest'ultimo gli disse di avere fiducia in lui. Alla fine, utilizza quattro porte scorrevoli di una casa abbandonata per creare un'immagine che ritrae lui, Naruto, Sasuke e Sakura che si tengono tutti e quattro per mano. |                   |                |
| 239 | Il trio leggendario 「伝説の猪鹿蝶」 - Densetsu no Inoshikachō | 8 dicembre 2011   | 14 maggio 2013 |
| 239 | I membri del vecchio Team 10 incontrano per caso Kosuke, ed iniziano a ricordare quella volta in cui lo salvarono da tre Chunin quando loro erano ancora dei Genin ed era in vita Asuma. Poi, Kosuke inizia a raccontare ai tre ragazzi la volta in cui Inoichi, Shikaku e Choza, con le loro grandi abilità nel gioco di squadra, riuscirono a sconfiggere una grande quantità di nemici ai tempi dell'invasione di Konoha da parte del Villaggio del Suono e della Sabbia durante gli esami dei Chunin. Alla fine, i tre ragazzi, dopo avere saluto Kosuke, dichiarano di voler diventare più forti dei loro genitori in vista della guerra contro l'Organizzazione Alba di Tobi. |                   |                |
| 240 | La determinazione di Kiba 「キバの決意」 - Kiba no ketsui | 15 dicembre 2011  | 15 maggio 2013 |
| 240 | Kiba, invidioso della forza di Naruto, chiede a Kakashi di aiutarlo a migliorare le sue tecniche ninja sottoponendosi ad un allenamento speciale. Il capitano del Team 7 accetta ed evoca i suoi cani ninja spiegandogli che la prova consiste nel sottrarre un rotolo a Pakkun. Dopo numerosi fallimenti, Akamaru lo conduce nella foresta. Qui, il membro del Clan Inuzuka ritrova il vecchio albero che aveva usato, in passato, come traguardo di una corsa a tempo in cui riuscì a stabilire un record. Da Hinata scopre che Naruto, durante l'infanzia, tentò più volte di superarlo finché non ce la fece. Successivamente, Kiba ritorna dai cani ninja e, grazie ad Akamaru, riesce a prendere il rotolo a Pakkun. Alla fine, il ninja ripete la gara e stabilisce un nuovo record battendo ancora Naruto e dichiarando di volerlo superare in forza.         |                   |                |
| 241 | Kakashi, l'eterno rivale 「カカシ、我が永遠のライバルよ」 - Kakashi, waga eien no raibaru yo | 22 dicembre 2011  | 16 maggio 2013 |
| 241 | A Konoha, Kakashi riceve, nello studio di Tsunade, una richiesta di aiuto, tramite una piccola tartaruga, da Gai. Il ninja di Konoha parte per vedere che cosa succede. Durante la notte, Gai racconta a Naruto la volta in cui lui e Kakashi, quando erano ancora Genin, divennero rivali e si sfidarono ripetutamente. Dopo che Naruto va a dormire, Gai scambia Kakashi, che, nel frattempo, aveva raggiunto la nave grazie a Sai, per un clone di alcuni predoni di navi mercantili, come aveva spiegato Yamato durante un incontro fra Gai ed Aoba. Perciò, inizia uno scontro con lui finché Yamato ed Aoba riescono a convincerlo che si tratta del vero Kakashi. Gai, infatti, aveva evocato per sbaglio una tartaruga mentre aveva il solito mal di mare e Kakashi può, così, tornare a Konoha.                                                              |                   |                |
| 242 | Il giuramento di Naruto 「ナルトの誓い」 - Naruto no chikai | 28 dicembre 2011  | 17 maggio 2013 |
| 242 | Naruto e gli altri ninja della Foglia si fermano su un'isola del Paese dell'Acqua in attesa della nave della Nuvola. Qui giungono anche Akatsuchi e Kurotsuchi, inviati dallo Tsuchikage per rafforzare i rapporti tra la Roccia e la Nebbia prima dell'imminente guerra. I due vengono attaccati da un gruppo di ninja della Nebbia, guidati da Ganryu, per via della "tragedia del passo Yosuga", avvenuta dieci anni prima. Lo scontro viene interrotto da Naruto e Chojuro che ordina ai ninja di arrendersi. Naruto, dopo essere venuto a conoscenza dell'accaduto, decide di parlare con Ganryu e riesce a convincerlo che la vendetta non serve a nulla. Chojuro gli consegna un dono da parte della Roccia come gesto per scusarsi del vecchio incidente. Alla fine, Naruto scorge da lontano la nave della Nuvola che li condurrà verso l'isola paradisiaca. |                   |                |

## DVD

### Giappone
Gli episodi dell'undicesima stagione di Naruto: Shippuden sono stati distribuiti in Giappone anche tramite DVD, da marzo a luglio 2012.
| N° | Data          | Dischi | Episodi | Extra |
| -- | ------------- | ------ | ------- | ----- |
| 1  | 7 marzo 2012  | 1      | 222-225 | /     |
| 2  | 4 aprile 2012 | 1      | 226-229 | /     |
| 3  | 2 maggio 2012 | 1      | 230-233 | /     |
| 4  | 6 giugno 2012 | 1      | 234-237 | /     |
| 5  | 4 luglio 2012 | 1      | 238-242 | /     |